# Геликонов, Григорий Валентинович
Григорий Валентинович Геликонов (род. 2 октября 1970) — российский физик, специалист в области оптической когерентной томографии (ОКТ), доктор физико-математических наук, лауреат Государственной премии РФ, член-корреспондент РАН (с 2025 года). Заведующий отделом Института прикладной физики РАН. Автор 266 научных работ, 55 патентов, индекс Хирша — 33 (Web of Science).

## Биография
Родился 2 октября 1970 года.
В 1992 году окончил Нижегородский государственный университет по специальности «радиофизика и электроника».
С 1992 года работает в Институте прикладной физики РАН (ИПФ РАН).
С 1995 по 1998 годы обучался в аспирантуре ИПФ РАН.
В 2005 год защитил кандидатскую диссертацию «Низкокогерентная волоконно-оптическая интерферометрия для задач оптической когерентной томографии» под руководством И. А. Андроновой.
С 2011 по 20120 годы занимал должность заведующего лабораторией ИПФ РАН.
В 2018 году защитил докторскую диссертацию «Развитие методов оптической когерентной томографии».
С 2020 года занимает должность заведующего отделом ИПФ РАН.
В 2025 году избран членом-корреспондентом РАН по Отделению физических наук.

## Научная деятельность
Основные достижения:
- Разработка методов интерферометрических измерений на основе волоконной оптики для исследований биологических тканей с микронным разрешением.
- Создание первых в мире эндоскопических приборов ОКТ для диагностики внутренних органов in vivo.
- Руководство разработкой медицинских приборов ОКТ, применяемых в гастроэнтерологии, офтальмологии, дерматологии и других областях.

Под его руководством защищены 1 докторская и 1 кандидатская диссертации; ещё 14 докторских и 15 кандидатских работ выполнены с использованием его методов.

## Награды и признание
- Государственная премия РФ в области науки и техники (1999) — за цикл работ «Оптическая когерентная томография. Физические основы и приложения».

## Публикации
Автор 266 научных работ, включая 7 монографий.